# Henry Leland

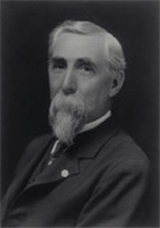
Henry M. Leland

Henry Martyn Leland (* 16. Februar 1843 in Barton, Vermont; † 26. März 1932 in Detroit, Michigan) war ein US-amerikanischer Automobilunternehmer und Gründer der Unternehmen Cadillac und Lincoln.

## Leben
Leland erlernte Feinmechanik und das Produktionswesen in der Feuerwaffenindustrie, in der sehr geringe Toleranzen gefordert wurden. Er wendete dieses Wissen in der wachsenden Motorenindustrie an und wurde bereits 1870 Leiter der Maschinenbaufabrik Leland & Faulconer. Diese war ein Motorenlieferant von Oldsmobile. Leland erfand auch die elektrische Herrenfriseurschere, und für kurze Zeit produzierte er einen einzigartigen Spielzeugzug, die Leland-Detroit-Einschienenbahn.
1902 wurde Leland durch William Murphy und seine Partner bei der Henry Ford Company als Berater angestellt und danach zur Behebung von Fertigungsproblemen eingesetzt. Zu Konflikten kam es schnell, als er Anweisungen an Henry Ford erteilte. Ford sah sich in der Verantwortung, doch die Partner standen auf Lelands Seite und Ford verließ das Unternehmen. Ford erhielt 900 Dollar Abfindung und durfte die Pläne für ein neues Automobil, das er entworfen hatte, mitnehmen. Daraus entstand der Ford Modell A mit Zweizylindermotor. Die Partner behielten den Prototyp. Sie ersetzten dessen Motor durch einen Einzylindermotor von Leland & Faulconer, den Henry Leland ebenfalls für Oldsmobile entworfen hatte. Der Unternehmensname (Firma) wurde unverzüglich in Cadillac geändert, und dieses Auto wurde der erste Cadillac, nachträglich als Modell A bezeichnet.
Bei Cadillac führte Leland viele moderne Herstellungsverfahren ein, einschließlich des Gebrauchs von standardisierten und austauschbaren Teilen, die durch unabhängige Maschinenbaubetriebe zugeliefert werden konnten. Diese Weiterentwicklung einer Grundregel von Eli Whitney erlaubte unabhängigen Werkstätten und Autobesitzern die Autoreparatur.
Leland verkaufte Cadillac am 29. Juli 1909 an General Motors (GM) für 5,6 Millionen Dollar, blieb aber bis 1917 im Vorstand des Unternehmens. Er verließ Cadillac in der Debatte über die Rüstungsbeteiligung, da William Durant, der Präsident von GM, nicht bereit war, die Produktion bei Cadillac auf Kriegsproduktion umzustellen, und gründete, 74-jährig, die Lincoln Motor Company, um Liberty-Flugzeugtriebwerke für die USA und später auch ihre Verbündeten herzustellen. In nur 10 Monaten errichtete er ein Werk, das 6000 Personen beschäftigte. 17.000 Motoren wurden produziert. Nach dem Krieg wurde die Produktion auf Luxusautomobile umgestellt. Die benötigte Aktienkapitalerhöhung von US$ 6,5 Mio. kam innert dreier Stunden zustande.
1922 wurde Lincoln zahlungsunfähig und von der Ford Motor Company aufgekauft. Fords Angebot von 8 Millionen Dollar war das einzige. Ford hatte zuerst 5 Millionen angeboten, aber der Richter erwartete für das gut ausgerüstete Unternehmen einen Wert von konservativ geschätzten 16 Millionen Dollar. Nach dem Verkauf wurde das Unternehmen von Henry Leland und dessen Sohn Wilfred in der Annahme weitergeführt, sie hätten nach wie vor die volle Kontrolle. Ford schickte einige Angestellte zu Lincoln zur Ausbildung. Es wurde jedoch bald klar, dass sie durch eine Verschlankung der Produktion die Verluste stoppen sollten, die zur Insolvenz geführt hatten. Das Verhältnis zwischen Henry Ford und den Lelands verschlechterte sich. Am 10. Juni 1922 kam Fords Vorstand Liebold zu Lincoln, um den Rücktritt von Wilfred Leland zu erwirken. Als klar wurde, dass Liebold die Vollmacht Henry Fords hatte, gab Henry Leland auf.
Henry Leland verstarb nach kurzer Krankheit im Grace Hospital in Detroit. Er wurde im Woodmere Cemetery in Detroit beigesetzt.
Die Marke Lincoln ist bis heute Teil des Luxussegments von Ford.

## Familie
Henry Lelands Eltern waren Leander Leland und Zilpha Tifft. Er war mit Ellen Rhoda Hull (1846–1914) verheiratet. Sie hatten drei Kinder: Martha Gertrude (1868–?), Wilfred Chester (1869–1958) und Miriam Edith (1872–1894).

## Ehrungen
Cadillac gewann die Dewar Trophy 1908 und 1913. Diesen wichtigen britischen Innovationspreis erhielt die Marke zunächst für Lelands Einführung der auswechselbaren Bestandteile und dann für ersten serienmäßigen Anlasser in einem Automobil, den Charles Kettering auf seine Anregung hin entwickelt hatte.
Henry M. Leland war 1914 Präsident der Society of Automobile Engineers, ein Ehrenamt, das jährlich neu vergeben wurde.
Er wurde 1973 in die Automotive Hall of Fame aufgenommen, die höchste Ehre, welche die Automobilindustrie zu vergeben hat. In der Begründung heißt es, dass „Henry Leland Stil, Eleganz und einen Ruf für Qualität in die amerikanische Automobilindustrie brachte“.